# Эдельман, Отто
Отто Эдельман (нем. Otto Edelmann; 5 февраля 1917, Брунн-ам-Гебирге, Австро-Венгрия — 14 мая 2003, Вена) — австрийский оперный певец (бас-баритон).
Учился в Венской академии музыки, где среди его наставников был Гуннар Гроруд. В 1937 году дебютировал в оперном театре Геры в заглавной партии моцартовской «Свадьбы Фигаро», в 1938—1940 годы пел в Нюрнберге. С 1947 года — солист Венской государственной оперы. Впервые, однако, попал в фокус широкого внимания публики и специалистов благодаря исполнению партии Ганса Сакса в «Нюрнбергских мейстерзингерах» Рихарда Вагнера на первом после Второй мировой войны Байрёйтском фестивале в 1951 году (в этой же партии он в 1954 году дебютировал на сцене Метрополитен-опера). Другая ключевая партия в карьере Эдельмана — партия Барона Окса в «Кавалере розы» Рихарда Штрауса, с которой он дебютировал в Сан-Франциско в 1955-м и на Зальцбургском фестивале в 1960-м; в 1956 году Эдельман принял участие в записи этой оперы для лейбла EMI вместе с Элизабет Шварцкопф в партии маршальши (дирижёр — Г. фон Караян). Эдельман также пел Пизарро в «Фиделио» Бетховена, Лепорелло в моцартовском «Дон Жуане» (существует известная видеозапись, где его партнёром в заглавной партии выступает Чезаре Сьепи) и др., однако вагнеровский репертуар остался для него определяющим: так, на диске избранных арий, выпущенном к 85-летию Эдельмана, вагнеровскими являются 10 номеров из 14.
Сыновья Эдельмана: Петер Эдельман (Peter Edelmann), баритон и Пауль Армин Эдельман (Paul Armin Edelmann), бас-баритон также стали оперными певцами.
Похоронен на Кальксбургском кладбище.